# Jermaine Samuels
Jermaine Samuels Jr. (Franklin, Massachusetts; 13 de noviembre de 1998) es un baloncestista estadounidense que pertenece a la plantilla de los Rio Grande Valley Vipers de la G League. Con 1,98 metros de estatura, juega en la posición de alero.

## Trayectoria deportiva

### Universidad
Jugó cinco temporadas con los Wildcats de la Universidad Villanova, en las que promedió 8,5 puntos, 5,2 rebotes y 1,4 asistencias por partido. Promedió 1,1 puntos y 1,2 rebotes por partido como estudiante de primer año en un equipo que ganó el Campeonato de la NCAA de 2018.

#### Estadísticas
| Año     | Equipo    | PJ  | PT  | MPP  | %TC  | %3P  | %TL  | RPP | APP | ROB | TPP | PPP  |
| ------- | --------- | --- | --- | ---- | ---- | ---- | ---- | --- | --- | --- | --- | ---- |
| 2017–18 | Villanova | 25  | 0   | 6.1  | .250 | .188 | .625 | 1.2 | .3  | .0  | .1  | 1.1  |
| 2018–19 | Villanova | 35  | 22  | 22.0 | .448 | .347 | .622 | 5.4 | 1.0 | .4  | .8  | 6.4  |
| 2019–20 | Villanova | 30  | 30  | 30.3 | .464 | .276 | .727 | 5.5 | 2.0 | .9  | .7  | 10.7 |
| 2020–21 | Villanova | 25  | 24  | 29.3 | .481 | .371 | .828 | 6.4 | 2.5 | .6  | .3  | 12.0 |
| 2021–22 | Villanova | 38  | 37  | 29.6 | .472 | .276 | .770 | 6.5 | 1.4 | .8  | .7  | 11.1 |
| Total   | Total     | 153 | 113 | 24.1 | .461 | .306 | .740 | 5.2 | 1.4 | .6  | .5  | 8.5  |

### Profesional
Tras no ser elegido en el Draft de la NBA de 2022, el 24 de octubre firmó con los Fort Wayne Mad Ants de la G League. Jugó una temporada, en la que promedió 18,3 puntos y 9,2 rebotes por partido.
El 2 de agosto de 2023 firmó un contrato dual con los Houston Rockets de la NBA y los Rio Grande Valley Vipers de la NBA G League. El 4 de julio de 2024 firmó un contrato estándar con los Rockets, pero fue despedido el 19 de octubre. El 27 de octubre, se reincorporó a los Vipers.

### Selección nacional
En el verano de 2019, Samuels formó parte del equipo nacional de los Estados Unidos que compitió en los Juegos Panamericanos en Perú. El equipo ganó el bronce, derrotando a República Dominicana.

## Estadísticas de su carrera en la NBA

### Temporada regular
| Año     | Equipo  | PJ | PT | MPP | %TC  | %3P | %TL   | RPP | APP | ROB | TPP | PPP |
| ------- | ------- | -- | -- | --- | ---- | --- | ----- | --- | --- | --- | --- | --- |
| 2023-24 | Houston | 14 | 0  | 4.3 | .643 | −   | 1.000 | .9  | .2  | .1  | .1  | 1.4 |
| Total   | Total   | 14 | 0  | 4.3 | .643 | −   | 1.000 | .9  | .2  | .1  | .1  | 1.4 |